# The Spider and the Fly (film 1931)
The Spider and the Fly è un film del 1931 diretto da Wilfred Jackson. È un cortometraggio animato della serie Sinfonie allegre, prodotto dalla Walt Disney Productions e uscito negli Stati Uniti il 16 ottobre 1931, distribuito dalla Columbia Pictures.